# Ooivaaggronden
Een ooivaaggrond is een bodemtype binnen het Nederlandse systeem van bodemclassificatie dat behoort tot de xerovaaggronden, de vaaggronden zonder hydromorfe kenmerken. Het zijn - vergeleken met de zeer algemene poldervaaggronden - weinig voorkomende, diep bruine en goed gehomogeniseerde zavel- en kleigronden. De bodem kan kalkrijk of kalkloos zijn. Ooivaaggronden worden naar onderen meestal lichter. Onder de bovengrond bevindt zich een, tot beneden de 50 cm diepte doorgaande, door verwering ontstane laag, de Bw-horizont. Door een goede interne drainage van het bodemprofiel, te zien aan een egale bruinkleuring en het verdwijnen van roestvlekken, kan een -van oorsprong nattere- poldervaaggrond overgaan in een ooivaaggrond.
Ooivaaggronden worden aangetroffen op stroomruggen en in uiterwaarden in het rivierengebied. In mindere mate worden deze bodems ook aangetroffen op de kreekruggen, oeverwallen en kwelderwallen in het zeekleigebied. De hoge bruine rivierleemgronden in Limburg worden als ooivaaggrond gekwalificeerd wanneer er geen briklaag aanwezig is.
De naam ooivaaggrond is afgeleid van de in het rivierengebied voorkomende namen op ooi, wat staat voor een nat terrein nabij de rivier.
| Horizont | Diepte   | Omschrijving |
| -------- | -------- | --- |
| Ap       | 0–23 cm  | donkere tot zeer donkere grijsbruine, matig humeuze, kalkrijke zware zavel; vrij kleine, matig ontwikkelde, afgerond-blokkige, poreuze elementen                                                                                |
| Bw       | 23–64 cm | donker grijsbruine tot bruine, matig humusarme, kalkrijke zware zavel; niet gelaagd en niet roestig; kleine, zwak ontwikkelde, onregelmatig afgerond-blokkige, goed poreuze elementen; vrij veel wormgangen                     |
| BCg      | 64–90 cm | overgangszone tussen homogene bovenste lagen en gelaagde ondergrond; naast gelaagde, grijze, iets roestige delen ook bruiner materiaal waarin de gelaagdheid verstoord is: veel wormgangen                                      |
| Cg       | > 90 cm  | humusarm, kalkrijk materiaal, bestaand uit laagjes grijze zware zavel en lichtgrijs, kleiig fijn zand; roest vooral op de grensvlakken; enkele gehomogeniseerde verticale gangen lopen vanuit de BCg tot ca. 120 cm diepte door |